# Jardin de San Julian (Teksas)
Jardin de San Julian je naseljeno mjesto za statističke potrebe u američkoj saveznoj državi Teksas. Prema popisu stanovništva iz 2010. u njemu je živjelo 22 stanovnika.